# Каминьский, Эугениуш
Эугениуш Каминьский (пол. Eugeniusz Kamiński; 8 ноября 1931 — 15 октября 2018) — польский актёр театра, кино и телевидения, также актёр озвучивания.

## Биография
Эугениуш Каминьский родился в Быдгоще. Актёрское образование получил в Киношколе в Лодзи, которую окончил в 1956 году. Дебютировал в театре в 1956. Актёр театров в Лодзи, Познани, Кракове и Варшаве. Выступал в спектаклях «театра телевидения» в 1966—2002 годах. 

## Избранная фильмография

### актёр
- 1955 — Подгале в огне / Podhale w ogniu
- 1957 — Настоящий конец большой войны / Prawdziwy koniec wielkiej wojny
- 1957 — Ева хочет спать / Ewa chce spać
- 1958 — Вольный город / Wolne miasto
- 1958 — Солдат королевы Мадагаскара / Żołnierz królowej Madagaskaru
- 1959 — Орёл / Orzeł
- 1960 — Крестоносцы / Krzyżacy
- 1963 — Где генерал? / Gdzie jest generał…
- 1964 — Вернись, Беата! / Beata
- 1964 — Жизнь ещё раз / Życie raz jeszcze
- 1966 — Дон Габриэль / Don Gabriel
- 1967 — Вестерплатте / Westerplatte
- 1968 — Ставка больше, чем жизнь / Stawka większa niż życie (только в 4-й серии)
- 1968 — Одиночество вдвоем / Samotność we dwoje
- 1969 — Девичий заговор / Rzeczpospolita babska
- 1969 — Приключения канонира Доласа, или Как я развязал Вторую мировую войну / Jak rozpętałem II wojnę światową
- 1969 — Приключения пана Михала / Przygody pana Michała
- 1969 — Четыре танкиста и собака / Czterej pancerni i pies (только в 10-й серии)
- 1970 — Зажигалка / Zapalniczka
- 1970 — Польский альбом / Album polski
- 1970 — Перстень княгини Анны / Pierścień księżnej Anny
- 1974 — Самый важный день жизни / Najważniejszy dzień życia
- 1974 — День рождения Матильды / Urodziny Matyldy
- 1975 — Казимир Великий / Kazimierz Wielki
- 1976 — Польские пути / Polskie drogi (только в 6-й серии)
- 1978 — До последней капли крови / Do krwi ostatniej…
- 1979 — Секрет Энигмы / Sekret Enigmy
- 1980 — Записки молодого варшавянина / Urodziny młodego warszawiaka
- 1982 — Мама Круль и её сыновья / Matka Królów
- 1982 — Пепельная среда / Popielec
- 1988 — Бесы / Les Possédés
- 1991 — Пограничье в огне / Pogranicze w ogniu
- 1993 — Эскадрон / Szwadron

### польский дубляж
- Я, Клавдий / I, Claudius
- Приключения пчёлки Майи / Die Biene Maja und ihre Abenteuer